# Octopus's Garden
《Octopus's Garden》是由英國搖滾樂團披頭四成員林哥·史達創作、收錄於專輯《艾比路》的1969年歌曲。（作品上是以林哥·史達的本名理查·史塔基「Richard Starkey」的名義發表）

## 概要
此為林哥·史達在披頭四樂團期間於《白色專輯》發表的《Don't Pass Me By》後，第二首個人創作歌曲。
作品靈感來自於1968年林哥與演員彼得·塞勒斯於薩丁尼亞島渡假時，在遊艇上第一次品嚐章魚當午餐發生的事情。當時遊艇的船長告訴林哥大海裡的章魚有拾起石頭、或外型發亮之類的小玩意，之後堆積成像是花園模樣東西的行為。而林哥便以這段小故事作為這首歌的點子。
這首歌錄製時保羅·麥卡尼與喬治·哈里森有將電吉他透過動態範圍壓縮技術弄出如流水淙淙的音效，並額外採用將麥克風密封放在灌水的瓶裡、錄下用吸管吹泡泡聲音的手法。

## 演奏成員
- 林格·斯塔：主唱、鼓、打擊樂器、特殊音效、鋼琴
- 约翰·列侬：和声、節奏吉他
- 保罗·麦卡特尼：和聲、贝斯
- 乔治·哈里森：和聲、主音吉他

## 引用
- 吉姆·亨森的兒童布偶節目《芝麻街》分別在1969、70、78年裡3次採用了這首歌在節目中。
- 歌手梅丽莎·琼·哈特在1999年演出的電視影集《Sabrina, Down Under》翻唱過此曲。
- 一種苦艾酒及琴酒結合的雞尾酒飲品也名為《章魚花園》[6]
- 2009年電影《戀夏(500日)》中有提到這首歌名。
- 搞笑網站「大學笑了沒」於2009年6月24日發表一篇以《章魚花園》惡搞的短片。[7]